# Kumba punctulata
Kumba punctulata és una espècie de peix de la família dels macrúrids i de l'ordre dels gadiformes.

## Morfologia
- Els mascles poden assolir 15 cm de llargària total.[4][5]

## Hàbitat
És un peix d'aigües profundes que viu entre 530-1000 m de fondària.

## Distribució geogràfica
Es troba al Mar del Corall (Nova Caledònia) i nord-est de Nova Guinea.